# Dorcadion heinzi
Dorcadion heinzi là một loài bọ cánh cứng trong họ Cerambycidae.